# Starkowo (województwo wielkopolskie)
Starkowo – wieś w Polsce położona w województwie wielkopolskim, w powiecie wolsztyńskim, w gminie Przemęt.
Wieś liczy 471 mieszkańców utrzymujących się głównie z rolnictwa i turystyki.

## Historia
Miejscowość pierwotnie związana była z Wielkopolską. Ma metrykę średniowieczną i istnieje co najmniej od początku XIV wieku. Wymieniona w dokumencie zapisanym po łacinie z 1301 pod nazwą Starkowo, 1305 Starchow, 1358 Starcowo, 1370 błędnie Stachow, 1401 Starkowo.
Okolice miejscowości były jednak zasiedlone wcześniej niż odnotowują to archiwalne historyczne dokumenty. Archeolodzy odnaleźli w okolicy skarb srebrny ukryty w XI wieku.
Wieś początkowo należała do opola przemęckiego, reliktu wspólnoty rodowo-terytorialnej, która w średniowieczu stała się podokręgiem kasztelanii. W 1310 książę głogowski i wielkopolski Henryk III głogowski ustanowił w Poniecu dystrykt prowincjonalny, w którego granicach znalazło się m.in. Starkowo. W 1417 odnotowano wieś jako należącą do opola z siedzibą w Przemęcie. W 1530 miejscowość należała do powiatu kościańskiego Korony Królestwa Polskiego. Od 1426 była siedzibą własnej parafii. W 1510 należała do parafii św. Piotra w Przemęcie, a w 1619 do parafii św. Andrzeja w Przemęcie.
Miejscowość początkowo była własnością rycerską, a później duchowną należącą do kleru. Pierwsze informacje o wsi pochodzą z 1266. Wtedy została oddana przez ród Detlebów herbu Junosza benedyktynom z Lubina. Ci sprzedali wieś rycerzowi Wujko a ten w 1304 oddał wieś cystersom. Ci władali wsią przez pięć wieków.
Wieś duchowna, własność opata cystersów w Przemęcie pod koniec XVI wieku leżała w powiecie kościańskim województwa poznańskiego w Rzeczypospolitej Obojga Narodów. 
W wyniku II rozbioru Rzeczypospolitej w 1793, miejscowość przeszła w posiadanie Prus i jak cała Wielkopolska znalazła się w zaborze pruskim. W okresie Wielkiego Księstwa Poznańskiego (1815-1848) miejscowość wzmiankowana jako Starkowo należała do wsi mniejszych w ówczesnym powiecie babimojskim rejencji poznańskiej. Starkowo należało do kaszczorskiego okręgu policyjnego tego powiatu i stanowiło część majątku Kaszczor, który należał wówczas do rządu Królestwa Prus w Berlinie. Według spisu urzędowego z 1837 roku Starkowo liczyło 215 mieszkańców, którzy zamieszkiwali 27 dymów (domostw).
W latach 1975–1998 miejscowość położona była w województwie leszczyńskim.
We wsi można zobaczyć:
- murowaną kapliczkę z XIX wieku
- kościół św. Wawrzyńca wybudowany 1978–1981
- drewniany wiatrak koźlak z XVIII wieku

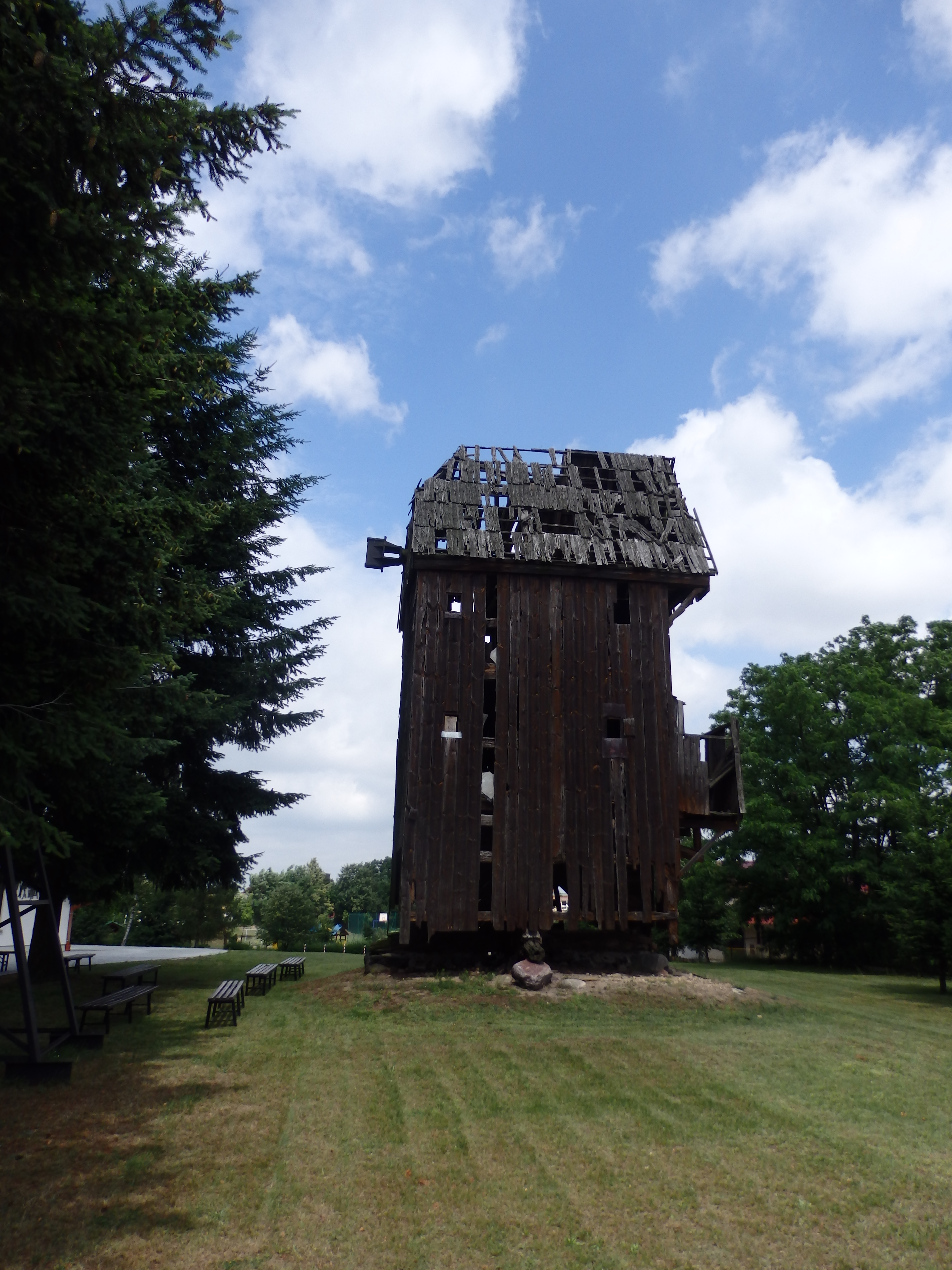
Drewniany wiatrak koźlak
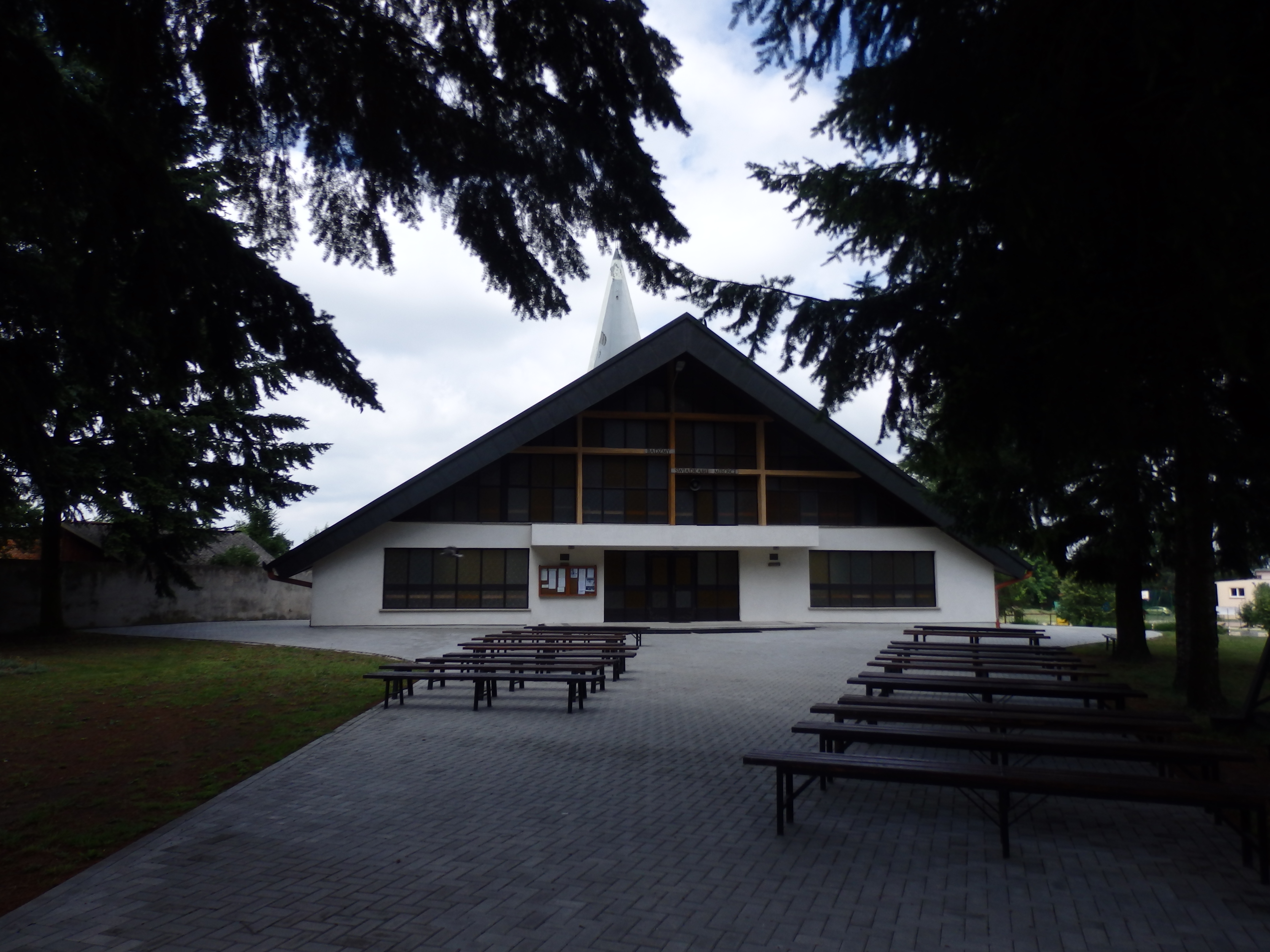
Kościół św. Wawrzyńca